# کیس آی‌ایچ

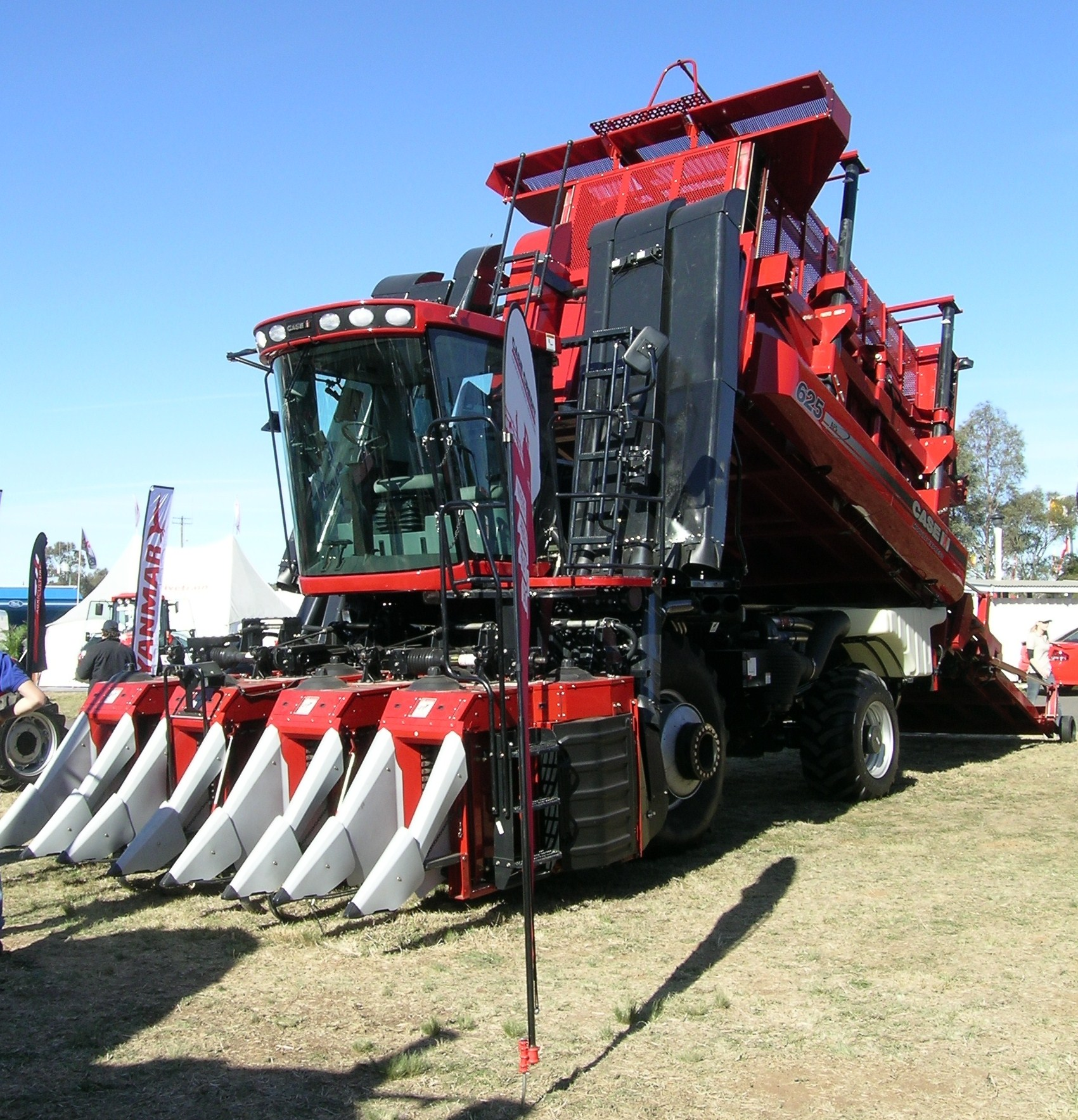
دروگر پنبه کیس

کیس آی‌ایچ یک تولیدکننده ماشین‌آلات کشاورزی آمریکایی است که در سال ۱۹۸۵ هنگامی ایجاد شد که شرکت Tenneco دارایی‌های بخش کشاورزی اینترنشنال هاروستر را خریداری کرد و آن را با کیس کورپوریشن خود ادغام کرد. امروز کیس آی‌ایچ متعلق به سی‌ان‌ایچ اینداستریال است، که به نوبه خود توسط شرکت سرمایه‌گذاری ایتالیایی اکسور، متعلق به خانواده آنیِلی است. 
هپکو از سال ۱۳۷۸ دروگر نیشکر کیس آی‌ایچ را برای کشت‌وصنعت‌های شکر جنوب ایران، تولید می‌کند. 